# Transversalització de gènere
Transversalització de gènere, Mainstreaming o Enfocament Integrat de Gènere (EIG) és un concepte de política pública que consisteix en avaluar les diferents implicacions de qualsevol acció política sobre les dones i homes, el que inclou la legislació i programes de qualsevol àrea o nivell. La transversalització ofereix un abordatge pluralista que valora la diversitat entre homes i dones. El concepte de Transversalització de gènere va ser inicialment proposat durante la Tercera Conferència Mundial sobre Dones a Nairobi, Kenya. La idea ha Estat impulsada per la comunitat de desenvolupament de les Nacions Unides i va ser formalment definida el 1995, a la Quarta Conferència Mundial sobre Dones a Pequín, Xina. Aquesta idea también va ser esmentada en el document resultant de la conferència, l'anomenada "Plataforma d'Acció de Pequín".

## Definició
La majoria de definicions de transversalització de gènere segueix el concepte definit pel Consell Econòmic i Social de l'ONU: Transversalitzar la perspectiva de gènere és el procés d'avaluar les implicacions per a dones i homes de qualsevol acció planejada, incloent la legislació, polítiques o programes, per a totes les àrees i en tots els nivells. És una estratègia per fer de les preocupacions de dones i homes una dimensió integral del disseny, implementació, seguiment i avaluació de polítiques i programes en totes les esferes polítiques, econòmiques i socials, de manera que dones i homes es beneficiïn igualment i s'eviti la perpetuació de la desigualtat. L'objectiu final és aconseguir la igualtat de gènere.

## Principis
- Prioritzar la igualtat de gènere
- Incorporar el gènere a la política i la presa de decisions
- Canvis a la cultura institucional